# Indotritia cypha
Indotritia cypha är en kvalsterart som beskrevs av Wojciech Niedbała 2006. Indotritia cypha ingår i släktet Indotritia och familjen Oribotritiidae. Inga underarter finns listade i Catalogue of Life.